# Favolaschia auriscalpium
Favolaschia auriscalpium är en svampart som först beskrevs av Jean François Montagne, och fick sitt nu gällande namn av Henn. 1895. Favolaschia auriscalpium ingår i släktet Favolaschia och familjen Mycenaceae.   Inga underarter finns listade i Catalogue of Life.